# Polessk
Polessk (rusky Поле́сск; německy Labiau; litevsky Labguva; polsky Labiawa, česky Labiava) je město v Kaliningradské oblasti v Rusku ležící 46 km severovýchodně od Kaliningradu. V roce 2021 zde žilo 7 tisíc obyvatel převážně ruské národnosti.

## Historie města

### Od vzniku do 19. století
První zmínka pochází z roku 1258, kdy se Řádu německých rytířů podařilo podrobit si pruský kmen Sambů. Do roku 1300 se osada nazývala Labegowe moter, později došlo ke zkrácení na Labigow či Labiau. Samotný původní název pochází z pruských ze slov labs a moter znamenající dobrá bažina. Řád na místě postavil dřevěnou pevnost, která měla bránit cestu do Königsbergu. Pevnost v roce 1277 vyhořela a byla nahrazena kamenným hradem. Osada vznikla právě v okolí hradu. Po sekularizaci Řádu v roce 1525 se celé Východní Prusko transformovalo do Pruského Vévodství. Roku 1642 získává osada městská práva dekretem kurfiřta Fridricha Viléma.
V roce 1656 byla ve městě podepsána tzv. Smlouva u Labiau mezi pruským kurfiřtem Fridrichem Vilémem a švédským králem Karlem Gustavem. Smlouva zaručila Pruskému vévodství plnou samostatnost výměnou za vojenskou podporu Švédům v nadcházející švédsko-polské válce. V roce 1885 bylo Labiau s populací téměř 5 tisíc lidí sídlem okresního soudu, pobočky říšské banky a pivovaru.

### Novodobé dějiny
Po četných porážkách Wehrmachtu na Východní frontě v roce 1944 začalo německé velitelství s operací Hannibal. Cílem celé operace bylo evakuovat co největší množství německého obyvatelstva z Východního Pruska do Německa před příchodem Rudé armády. Sověti obsadili město na začátku roku 1945. Po válce připadlo město pod správu SSSR a bylo přejmenováno na Polessk podle hrdiny sovětského svazu plukovníku Sergeji Ivanoviči Polesskému, který padl při bojové operaci Rudé Armády ve Východním Prusku. Zbývající německé obyvatelstvo bylo deportováno do sovětské okupační zóny Německa a do města se nastěhovali především Rusové z centrálních oblastí Ruska a Povolží. Po rozpadu SSSR v roce 1991 se město stalo součástí Ruska jako jeho exkláva.

## Obyvatelstvo

Východní Prusko (vyznačeno červeně) na mapě tehdejšího Německa 1871

### Vývoj obyvatelstva v průběhu doby
| Rok       | 1782  | 1875  | 1880  | 1890  | 1900  | 1910  | 1925  | 1933  | 1939  |
| Obyvatelé | 2 129 | 4 487 | 4 683 | 4 861 | 4 455 | 4 604 | 4 840 | 5 879 | 6 544 |

| Rok       | 1959  | 1970  | 1979  | 1989  | 2002  | 2010  | 2021  |
| Obyvatelé | 5 435 | 5 601 | 6 338 | 6 859 | 7 681 | 7 581 | 6 921 |

### Etnické složení obyvatelstva
Při sčítání lidu v roce 2010 bylo etnické složení v městě následující:
| - 88,7 % Rusové - 2,7% Bělorusové - 2,3 % Ukrajinci - 1,2 % Arméni - 1,0 % Litevci - 0,8 % Němci |  | - 0,5 % Tataři - 0,5 % Romové - 0,5 % Mordvinci - 0,5 % Čuvaši - 0,3 % ostatní |

### Významné osobnosti města
- Otto Brakat (1916–1978) – voják Wehrmachtu, nositel vyznamenání Rytířského kříže
- Christoph Aschmoneit (1901–1984) – lodní inženýr, jeden z tvůrců německých ponorek
- Kasimir von Auer (1788–1837) – pruský generál
- Jacob Ephraim Polzin (1778–1851) – německý architekt

## Galerie

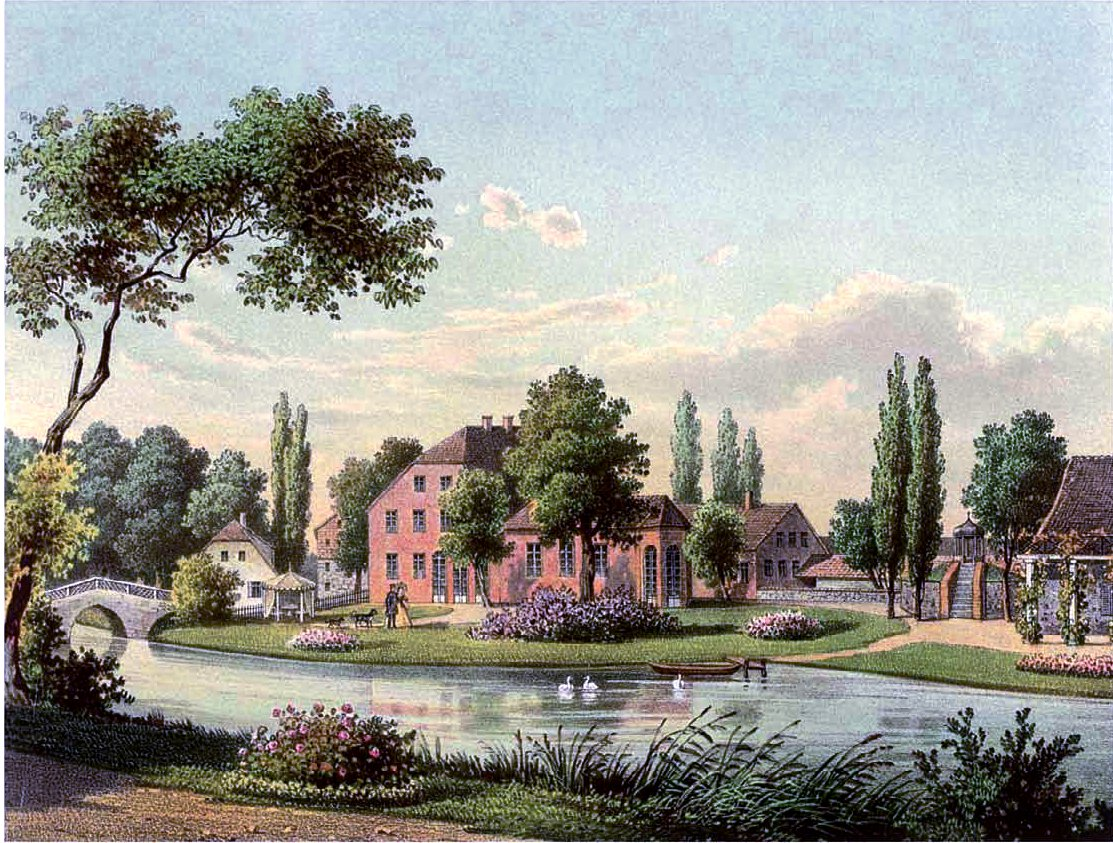
Obraz Labiau mezi lety 1857 – 1883
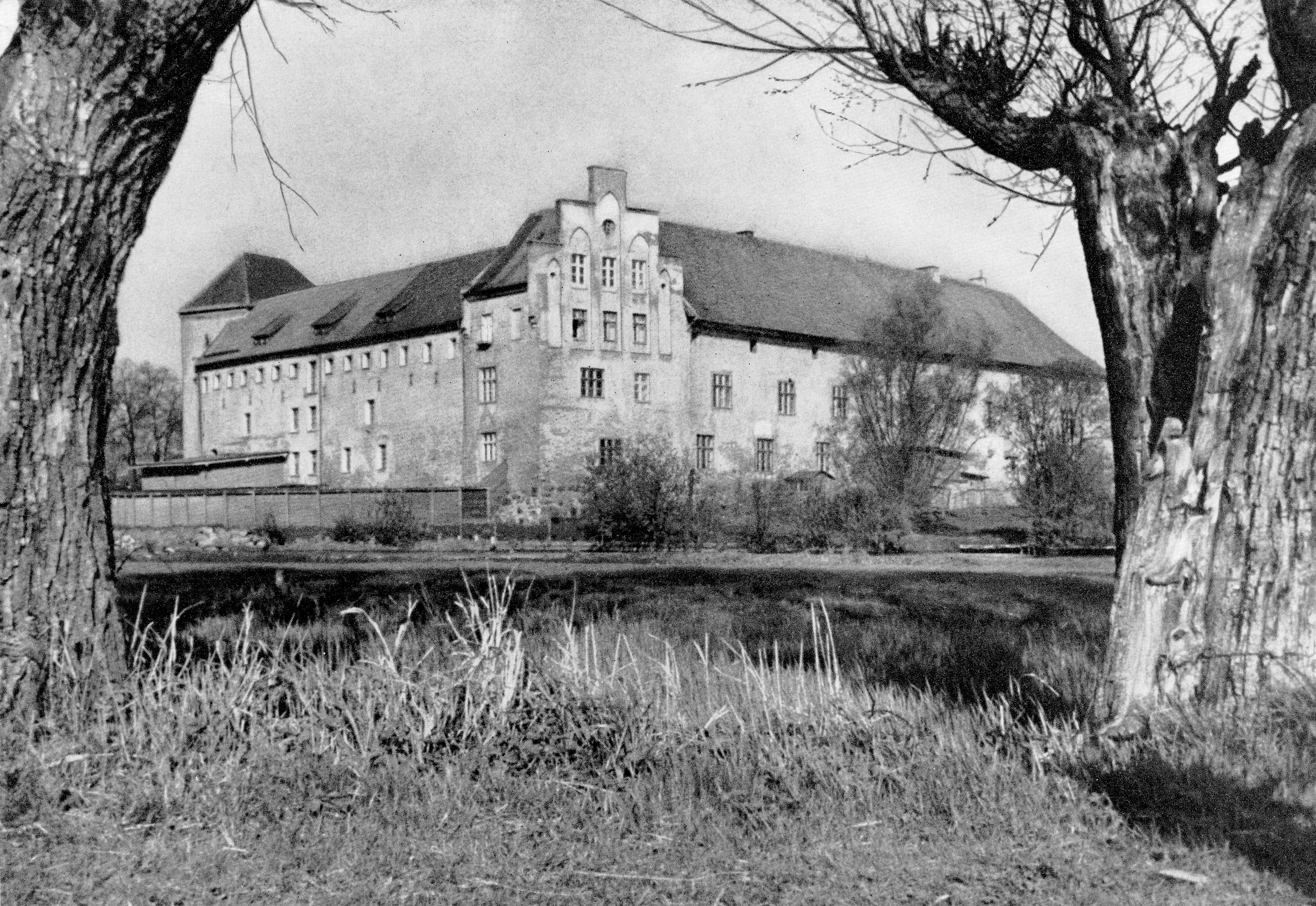
Místní zámek v roce 1914
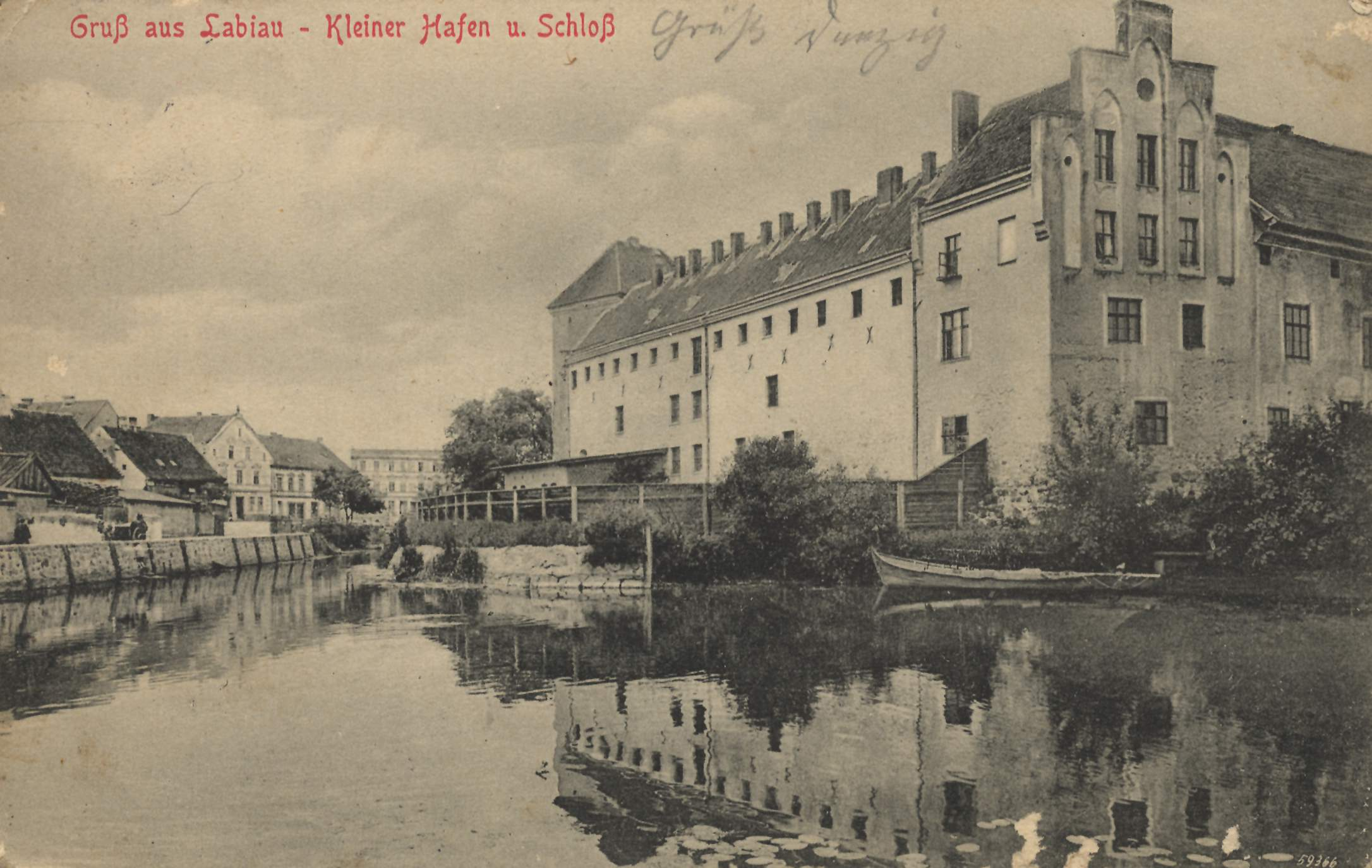
Místní zámek v roce 1915
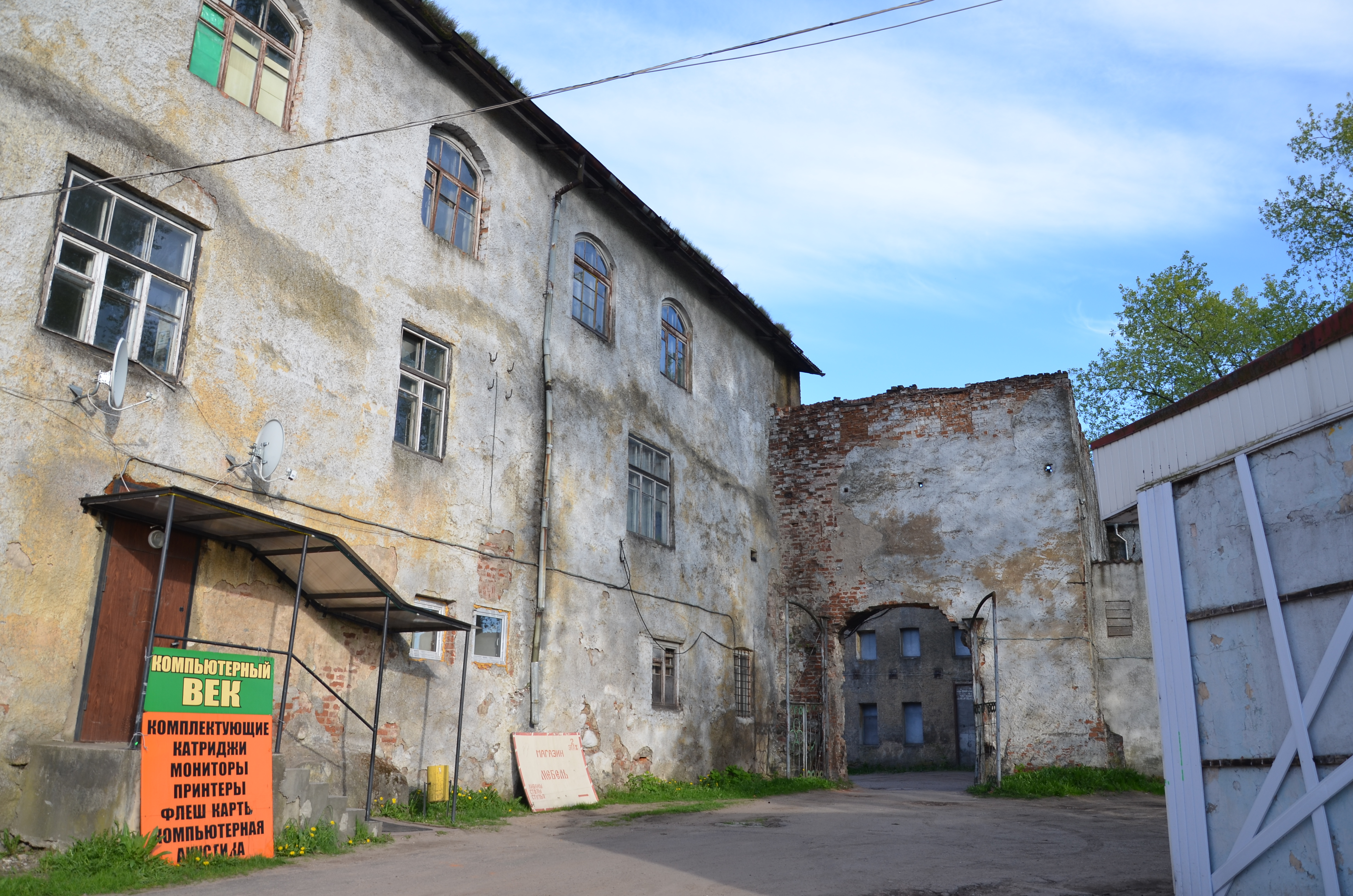
Zámek v současnosti (2012)
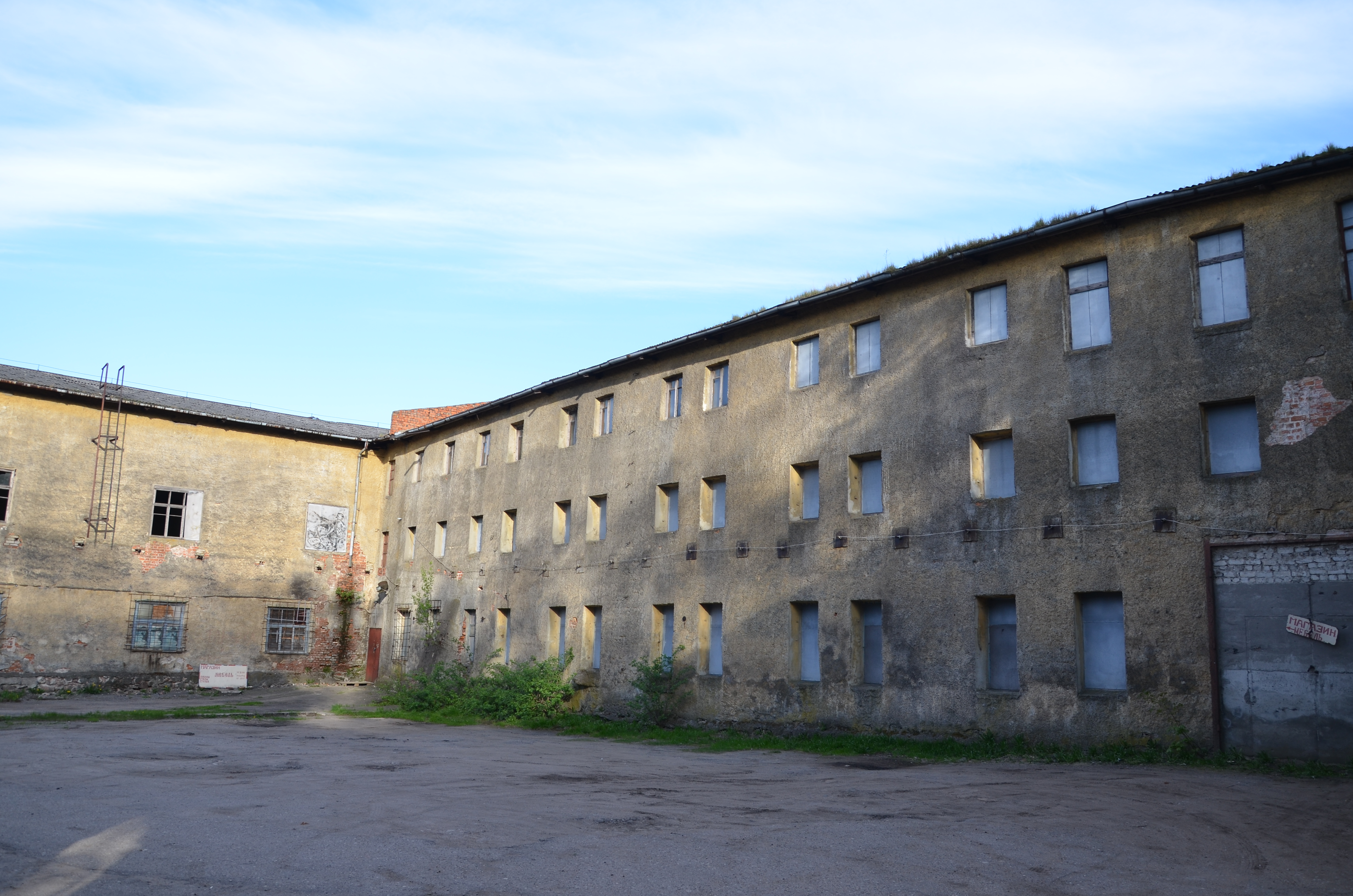
Zámek v současnosti
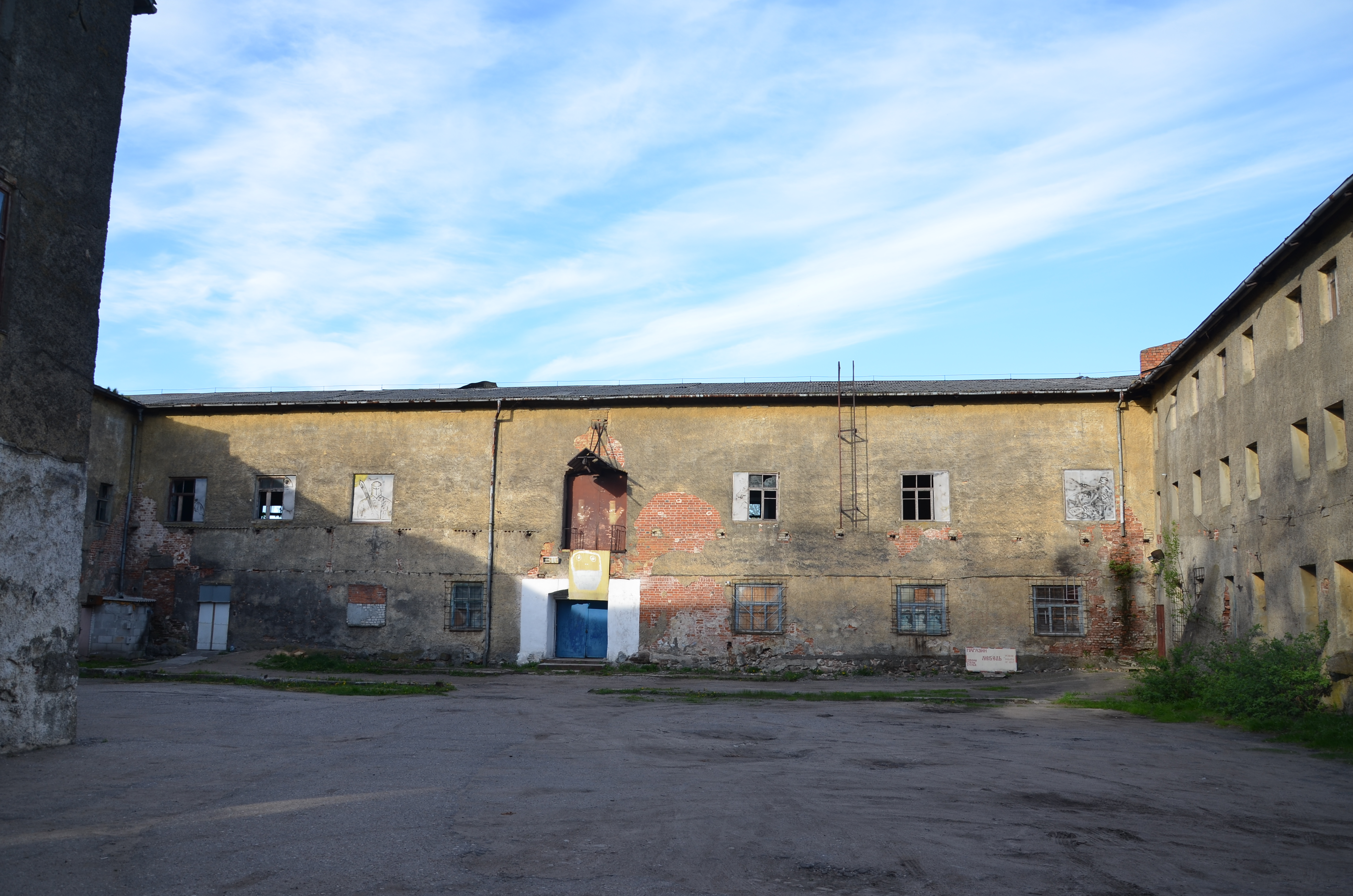
Zámek v současnosti